# Гаплогруппа T2 (мтДНК)
Гаплогруппа T2 — гаплогруппа митохондриальной ДНК человека.

## Палеогенетика

### Неолит
Анатолийский неолит
- CCH163 | 2017 F.96 __ Çatalhöyük (South M, building 50) __ Конья (ил), Турция __ 6816-6597 calBCE (7850±30 BP, UCIAMS-143259) __ Ж __ T2.[1]

Могильники мариупольского типа
- I5957 | Grave 10 __ Vil’nyanka __ Вольнянка (Вольнянский район), Запорожская область, Украина __ 5470-5221 calBCE (6365±30 BP, PSUAMS-3981) __ M __ I2-P222 (xP78,xL703,xBY1003,xL1195) # T2.[2]

Доисторическая Иберия
- CAS-180 __ Los Cascajos (Navarre) __ Лос-Аркос, Эстелья-Оксиденталь, Наварра (провинция), Испания __ 6185–5185 BP __ T2.[3]

### Бронзовый век
Алалах
- ALA029 | 45.44, Locus 79, AT 7695 __ Хатай (ил), Турция __ 1880-1695 calBCE (3465±26 BP, MAMS-33694) __ Ж __ T2.[4]

Тель-Мегиддо
- I10100 | S10100.E1.L1 __ Мегидо (региональный совет), Северный округ (Израиль) __ 1688-1535 calBCE (3338±21 BP, RTK-7899) __ Ж __ T2.[5]

### Железный век
Скифская культура
- MJ-47 | 15 __ Mamai-Gora (object 175, burial 1) __ Великая Знаменка (Каменско-Днепровский район), Запорожская область, Украина __ 725-394 calBCE (2390±30 BP) __ Ж __ T2.[6]

- RD-7 __ Mukhin II (grave 2) __ Мухино (Липецкая область), Ростовская область, Россия __ VI в. до н.э. __ T2.[7]

Раннесарматская культура
- Pr8 __ Pokrovka (kurgan 2) __ Покровка (Новосергиевский район), Оренбургская область, Россия __ 5–2 c. BCE __ T2.[8]

### Средние века
Первое Болгарское царство
- NJ 84 __ Nojarevo (grave 84) __ Ножарево, Главиница (община), Силистренская область, Болгария __ VIII–IX вв. __ T2.[9]

Викинги (даны)
- VK281 | Denmark_Barse Grav A __ Bårse __ Престё, Вордингборг (коммуна), Зеландия (регион), Дания __ X век __ М __ I1a1b1a1 > I-Y5612* # T2.[10]

Королевство Дания
- R1 __ Riisby (grave 1) __ Вордингборг (коммуна), Зеландия (регион), Дания __ 1350–1450 AD __ Ж (20) __ T2 > T2e.[11]

## Публикации
2010
- Melchior L; Lynnerup N; Siegismund HR; Kivisild T; Dissing J. (Июль 2010). Genetic Diversity among Ancient Nordic Populations. PLOS One. 5 (7): e11898. doi:10.1371/journal.pone.0011898. PMC 2912848. PMID 20689597.{{cite journal}}:  Википедия:Обслуживание CS1 (не помеченный открытым DOI) (ссылка)

2011
- Clio Der Sarkissian. The Mitochondrial Gene Pool of Scythians of the Rostov Area, Russia: A Melting Pot of Eurasian Influences // Mitochondrial DNA in ancient human populations of Europe (англ.). — Аделаида: The University of Adelaide, 2011.

2012
- Hervella M; Izagirre N; Alonso S; Fregel R; Alonso A; Cabrera VM; de la Rúa C. (Апрель 2012). Ancient DNA from Hunter-Gatherer and Farmer Groups from Northern Spain Supports a Random Dispersion Model for the Neolithic Expansion into Europe. PLOS One. 7 (4): e34417. doi:10.1371/journal.pone.0034417. PMC 3340892. PMID 22563371.{{cite journal}}:  Википедия:Обслуживание CS1 (не помеченный открытым DOI) (ссылка)

2015
- Nesheva DV; Karachanak-Yankova S; Lari M; Yordanov Y; Galabov A; Caramelli D; Toncheva D. (Январь 2015). Mitochondrial DNA Suggests a Western Eurasian Origin for Ancient (Proto-) Bulgarians. Human Biology. 87 (1): 19–28. doi:10.13110/humanbiology.87.1.0019. PMID 26416319.

2017
- Unterländer M, Palstra F, Lazaridis I; et al. (Март 2017). Ancestry and demography and descendants of Iron Age nomads of the Eurasian Steppe. Nature Communications. 8. doi:10.1038/ncomms14615. PMC 5337992. PMID 28256537. {{cite journal}}: Явное указание et al. в: |author= (справка)Википедия:Обслуживание CS1 (множественные имена: authors list) (ссылка)

2018
- Mathieson I, Alpaslan-Roodenberg S, Posth C; et al. (Март 2018). The genomic history of southeastern Europe. Nature. 555 (7695): 197–203. doi:10.1038/nature25778. PMC 6091220. PMID 29466330. {{cite journal}}: Явное указание et al. в: |author= (справка)Википедия:Обслуживание CS1 (множественные имена: authors list) (ссылка)

2019
- Järve M, Saag L, Scheib CL; et al. (Июль 2019). Shifts in the Genetic Landscape of the Western Eurasian Steppe Associated with the Beginning and End of the Scythian Dominance. Current Biology. 29 (14): 2430-2441.e10. doi:10.1016/j.cub.2019.06.019. PMID 31303491. {{cite journal}}: Явное указание et al. в: |author= (справка)Википедия:Обслуживание CS1 (множественные имена: authors list) (ссылка)

2020
- Agranat-Tamir L, Waldman S, Martin MAS; et al. (Май 2020). The Genomic History of the Bronze Age Southern Levant. Cell. 181 (5): 1146-1157.e11. doi:10.1016/j.cell.2020.04.024. PMID 32470400. {{cite journal}}: Явное указание et al. в: |author= (справка)Википедия:Обслуживание CS1 (множественные имена: authors list) (ссылка)
- Skourtanioti E, Erdal YS, Frangipane M; et al. (Май 2020). Genomic History of Neolithic to Bronze Age Anatolia, Northern Levant, and Southern Caucasus. Cell. 181 (5): 1158-1175.e28. doi:10.1016/j.cell.2020.04.044. PMID 32470401. {{cite journal}}: Явное указание et al. в: |author= (справка)Википедия:Обслуживание CS1 (множественные имена: authors list) (ссылка)
- Margaryan A, Lawson DJ, Sikora M; et al. (Сентябрь 2020). Population genomics of the Viking world. Nature. 585 (7825): 390–396. doi:10.1038/s41586-020-2688-8. PMID 32939067. {{cite journal}}: Явное указание et al. в: |author= (справка)Википедия:Обслуживание CS1 (множественные имена: authors list) (ссылка)

2021
- Yaka R, Mapelli I, Kaptan D; et al. (Июнь 2021). Variable kinship patterns in Neolithic Anatolia revealed by ancient genomes. Current Biology. 31 (11): 2455-2468.e18. doi:10.1016/j.cub.2021.03.050. PMC 8210650. PMID 33857427. {{cite journal}}: Явное указание et al. в: |author= (справка)Википедия:Обслуживание CS1 (множественные имена: authors list) (ссылка)